# Rhaphuma argentogrisea
Rhaphuma argentogrisea är en skalbaggsart som beskrevs av Dauber 2003. Rhaphuma argentogrisea ingår i släktet Rhaphuma och familjen långhorningar. Inga underarter finns listade i Catalogue of Life.